# جون ويليام ستيرلينغ
جون ويليام ستيرلينغ (بالإنجليزية: John William Sterling)‏ هو محامي أمريكي، ولد في 12 مايو 1844 في Stratford, Connecticut ‏ في الولايات المتحدة، وتوفي في 5 يوليو 1918 في كيبك في كندا.